# Castelo Pitreavie

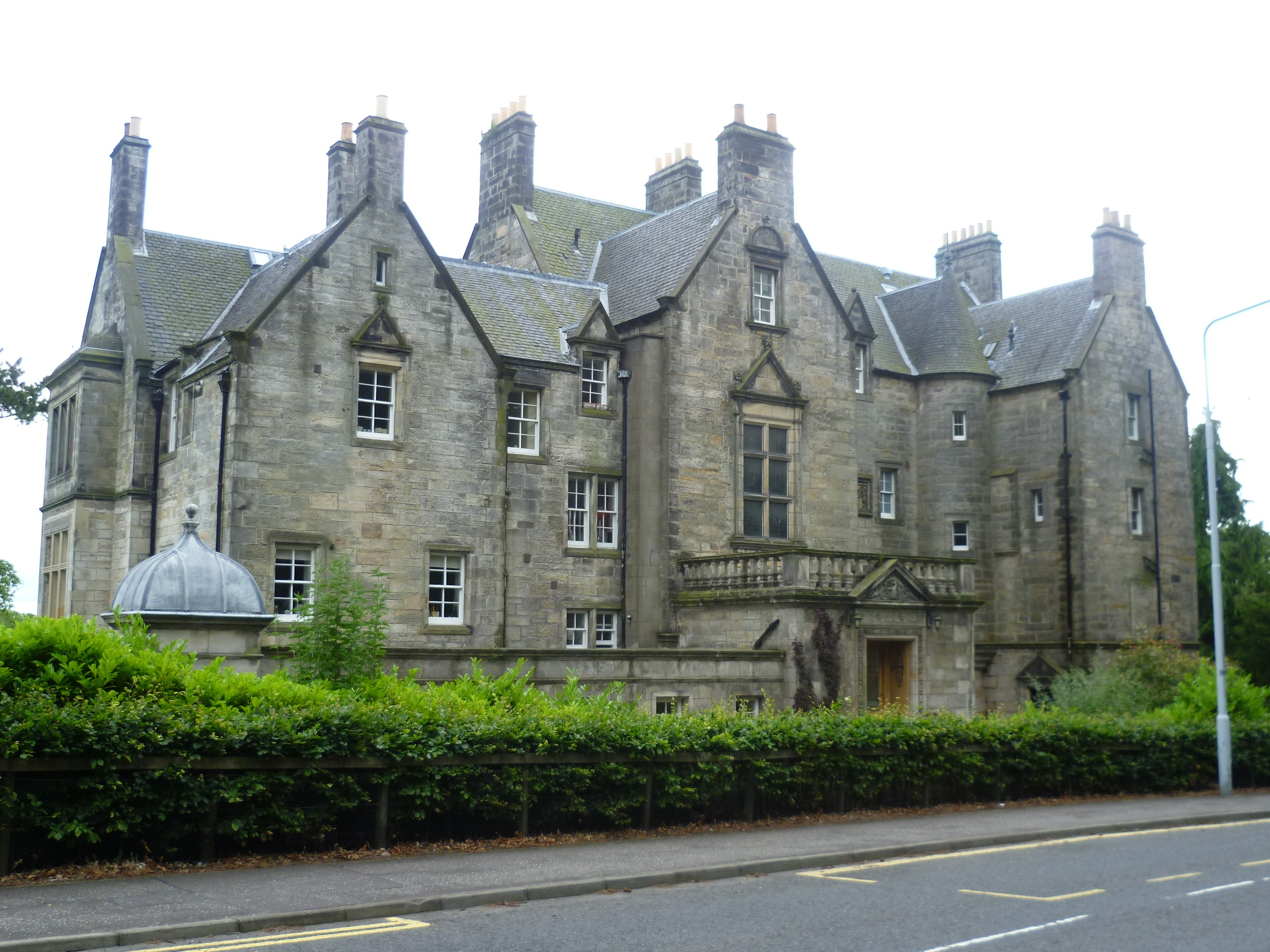
Castelo Pitreavie, Escócia.

O Castelo Pitreavie (em inglês:  Pitreavie Castle) é um castelo do século XVII localizado em Dunfermline, Fife, Escócia.
Encontra-se classificado na categoria "A" do "listed building" desde 12 de janeiro de 1971.